# هویکوو
هویکوو (به چکی: Hojkov) یک منطقهٔ مسکونی در جمهوری چک است که در ناحیه ییهلاوا واقع شده‌است. هویکوو ۶٫۴۵ کیلومتر مربع مساحت و ۱۵۸ نفر جمعیت دارد و ۶۵۵ متر بالاتر از سطح دریا واقع شده‌است.